# Bolivaremia domenechi
Bolivaremia domenechi is een rechtvleugelig insect uit de familie Dericorythidae. De wetenschappelijke naam van deze soort is voor het eerst geldig gepubliceerd in 1949 door Morales-Agacino.